# Genista linifolia
Genista linifolia — вид квіткових рослин родини бобові (Fabaceae).

## Опис
Багаторічний чагарник. Стебла прямовисні або висхідні, стебла менше 1 м у висоту. Прилистки зелені. Пелюстки пазуристі, оранжеві або жовті. Плоди 3-10 насінням, насіння яйцеподібні, щоб закруглені обриси, насіння гладкі поверхні, Насіння оливкове, коричневе, або чорне.

## Поширення
Країни поширення: Алжир (північ); Марокко; Франція (південь і Корсика); Іспанія (вкл. Балеарські острови й Канарські острови). Натуралізація: Австралія.